# Newnham Murren
Newnham Murren är en by i civil parish Crowmarsh, i distriktet South Oxfordshire, i grevskapet Oxfordshire, i England. Byn är belägen 20 km från Oxford. Newnham Murren var en civil parish fram till 1932 när blev den en del av Crowmarsh. Civil parish hade 249 invånare år 1931. Byar nämndes i Domedagsboken (Domesday Book) år 1086, och kallades då Neweham.